# Maria Becker
Maria Becker (28 de enero de 1920 - 5 de septiembre de 2012) fue una actriz teatral, cinematográfica, televisiva y radiofónica de origen alemán.

## Biografía
Nacida en Berlín, Alemania, sus padres eran los actores Maria Fein y Theodor Becker. Tras divorciarse sus padres, la hermana de Becker se quedó con su padre, mientras que ella se crio con su madre en Berlín, aunque fue atendida principalmente por su abuela. Becker estudió en el Kleistlyzeum de Berlín, y entre 1930 y 1933 en el internado Schule am Meer, en Juist. Ella describía su época en Juist como la más feliz de su vida, y en el teatro del centro tuvo sus primeras experiencias interpretativas.
A partir de 1933 estudió de nuevo en Berlín. Cuando su madre, que era de ascendencia judía, ya no pudo actuar en el Deutsches Theater de Berlín tras producirse el Machtergreifung (toma del poder por los Nazis), emigró con ella a Viena en 1936. Allí, y pese a su corta edad, Becker se formó en el seminario de Max Reinhardt. Al producirse el Anschluss en marzo de 1938, ambas huyeron al extranjero.
Becker primero pasó un corto tiempo en Inglaterra, y en 1938 fue contratada para trabajar en el Schauspielhaus Zürich, en Suiza. Allí conoció al actor austriaco-suizo Robert Freitag. Freitag también se había formado en el seminario de Reinhardt, y desde 1941 había trabajado en el Schauspielhaus Zúrich, un importante centro para los huidos durante la Segunda Guerra Mundial. En 1945 Maria Becker y Robert Freitag se casaron, con lo cual Becker obtuvo la ciudadanía suiza.
Más adelante Becker trabajó en el Burgtheater de Viena, en el Deutsches Schauspielhaus de Hamburgo, y en el Residenztheater de Múnich. Junto a su marido y al actor teatral Will Quadflieg, Becker fundó en 1956 en Zúrich la compañía de teatro itinerante Die Schauspieltruppe Zürich (o Zürcher Schauspieltruppe), con la cual hizo numerosas giras por todo el mundo de habla alemana, así como por Estados Unidos. 
Becker se divorció de Robert Freitag en 1966. Sin embargo, la pareja continuó trabajando unida hasta los años 1990, especialmente en producciones de la compañía Zürcher Wanderensembles, fundada por ambos. El matrimonio tuvo tres hijos, dos de los cuales fueron actores, Benedict Freitag y Oliver Tobias.
Becker fue conocida internacionalmente por su interpretación de grandes figuras femeninas, como Electra, La doncella  de Orleans o Ifigenia, trabajando para medios como la British Broadcasting Corporation en obras de Eurípides, Johann Wolfgang von Goethe y George Bernard Shaw. Entre otras obras, actuó en Fausto en 1977, en el Residenztheater, interpretando al principal personaje femenino. En Alemania participó igualmente en numerosas producciones de radioteatro, para emisoras como la Rundfunk im amerikanischen Sektor, Westdeutscher Rundfunk y Norddeutscher Rundfunk. También frecuentó el cine y la televisión, siendo reconocida por el público por su actuación en series televisivas como Derrick y Der Alte. Al mismo tiempo se dedicó a la dirección en su compañía Schauspieltruppe Zúrich. En la misma, su hijo Benedict Freitag, que dirigió el conjunto con ella en la década de 1980, asumió su dirección en solitario en 1987.
Maria Becker falleció en 2012 en Uster, Suiza, a los 92 años de edad Fue enterrada en el Cementerio Enzenbühl, junto a la tumba de su madre.

## Filmografía
- 1940 : Dilemma
- 1956 : Vor Sonnenuntergang
- 1958 : Jedermann (telefilm)
- 1960 : Emilia Galotti (telefilm)
- 1961 : Wilhelm Tell
- 1961: Rosmersholm (telefilm)
- 1964 : König Richard III (telefilm)
- 1965 : Der Kardinal von Spanien
- 1965 : Der König stirbt (telefilm)
- 1970 : Recht oder Unrecht, episodio Prozeß Mariotti (serie TV)
- 1970 : Stückgut (telefilm)
- 1972 : Der Kommissar, episodio Schwester Ignatia (serie TV)
- 1974 : Mary Stuart (telefilm)
- 1975 : Der Kommissar, episodio Ein Mord nach der Uhr (serie TV)
- 1977 : Ein Glas Wasser (telefilm)
- 1980 : Liebe bleibt nicht ohne Schmerzen (telefilm)
- 1980 : Der Alte, episodio Magdalena (serie TV)
- 1981 : Der Alte, episodio Bis daß der Tod uns scheidet (serie TV)
- 1990 : Wings of Fame
- 1991 : Der Alte, episodio Der Geburtstag der alten Dame (serie TV)
- 1991 : Zauber der Venus
- 1995 : Derrick, episodio Kostloffs Thema (serie TV)
- 1996 : Derrick, episodio Ruth und die Mörderwelt (serie TV)
- 1996 : Derrick, episodio Bleichröder ist tot (serie TV)
- 1998 : Derrick, episodio Herr Kordes braucht eine Million (serie TV)
- 1998 : Derrick, episodio Das Abschiedsgeschenk (serie TV)
- 1998 : Effis Nacht (telefilm)
- 2001 : Siska, episodio Das Böse an sich (serie TV)
- 2008 : Um Himmels Willen, episodio Weihnachten in Kaltenthal (serie TV)

## Radio
- 1953 : Carl Zuckmayer: Ulla Winblad oder Musik und Leben des Carl Michael Bellmann, dirección de Walter Ohm (Bayerischer Rundfunk/Radio Bremen/Südwestfunk)
- 1955 : Rudolf Bayr: Agamemnon muß sterben, dirección de Hans Conrad Fischer (Sender Freies Berlin)

## Premios
- 1951 : Deutscher Kritikerpreis
- 1965 : Premio Hans-Reinhart-Ring
- 1992 : Orden del Mérito de la República Federal de Alemania
- 1997 : Louise-Dumont-Topas
- 1999 : STAB-Premio anual de la Fundación Suiza para la Ética y la Cultura Occidental
- 2005 : Medalla de honor de oro del Consejo de Gobierno del Cantón Suizo de Zúrich
- 2011 : Premio de la Fundación Armin Ziegler

## Escritos
- Schließlich ist man doch jeden Abend ein anderer Mensch: Mein Leben. Autobiografía. Pendo, Zúrich 2009, ISBN 978-3-86612-233-8 (junto a Regina Carstensen).

- Con Robert Freitag: Die Schauspieltruppe Zúrich. Die Schauspieltruppe, Zúrich 1968.

- Con Will Quadflieg y Robert Freitag: Die Schauspieltruppe Will Quadflieg, Maria Becker, Robert Freitag zeigt: Penthesilea. Trauerspiel von Heinrich von Kleist. Uraufführung der ursprünglichen vom Dichter diktierten und eigenhändig verbesserten Fassung des Werkes. Die Schauspieltruppe, Zürich 1962.